# Robert Walter (Schriftsteller)
Robert Walter (auch: Robert Walter-Freyr, * 14. September 1883 in Wülfel; † 26. März 1967 in Bargteheide, Schleswig-Holstein) war ein deutscher Schriftsteller.

## Leben
Robert Walter war ursprünglich als Lehrer tätig. Später lebte er als freier Schriftsteller in Niendorf und Ahrensburg. Walter war Verfasser von Romanen, Erzählungen und Theaterstücken. Er erhielt 1944 den Schleswig-Holsteinischen Dichterpreis und 1948 die Wilhelm-Raabe-Plakette. 

## Schriften
- Aus alten Schlössern, die nicht stürzen wollen, Hamburg 1907 (unter dem Namen Robert Walter-Freyr)
- Intermezzo, Hamburg 1907 (unter dem Namen Robert Walter-Freyr)
- Wiben Peter, Hamburg 1908 (unter dem Namen Robert Walter-Freyr)
- Vögel, Hamburg 1909
- Wir wollen ins Himmelschlößlein fahren, Hamburg 1910
- Götterdämmerung, Mainz 1911
- Der Kammerdiener, Hamburg 1911
- Frohe Stunden, Mainz 1912 (zusammen mit Brita Ellström)
- Im Turm. Schauspiel in drei Aufzügen, Altona 1912
- Münchhausens Wiederkehr, Mainz 1913
- Tsingtau unterm Feuer, Weimar 1915
- Blindermanns Weltlauf, Berlin 1918
- Der Krippenschnitzer, Berlin 1919
- Der Mensch des Rechts, Berlin 1919
- Die Geburt des Narren, Hamburg 1920
- Die Hahnenkomödie, Hamburg 1920
- Der glückselige Meergarten, Hamburg 1920
- Die christliche Mördergrube, Hamburg 1921
- Der große Moritz und die kleine Justine, Berlin 1921
- Noahs neuer Kasten, Lübeck 1922
- Das Licht der Kindheit, Berlin 1923
- Der Kuß des Esels Wu, Hamburg 1924
- Der saturnische Liebhaber, Leipzig 1926
- Der Stein der Narren, Leipzig 1926
- Die große Hebammenkunst, Leipzig 1927
- Die Igeliade, Leipzig 1927
- Thespis und das Meerschweinchen, Leipzig 1927
- Der Generalstab der Venus, Leipzig 1928
- Grabbes Lustspiel "Scherz, Satire, Ironie", Leipzig 1929
- Löffler, Leipzig 1930
- Der Gonger, Leipzig 1931
- Guckkasten, Langensalza [u. a.] 1933
- Susanna oder Der Menschenschutzverein, Leipzig 1933
- Merkwürdige Begebenheiten, Hamburg 1935
- Eva von Trott, Hamburg 1936
- Kilian Strohblumes Frühling, Hamburg 1936
- Die Frau ohnegleichen, Berlin 1937
- Flucht aus Venedig, In: Bibliothek der Unterhaltung und des Wissens, 61. Jg. 1937
- Das wunderliche Herz, Leipzig 1938
- Michel Unverloren, Hannover 1940
- Gedichte, Hamburg 1941
- Der Liebesmarsch, Hannover 1941
- Fröhliche Geister und deutsche Meister, Hannover 1942
- Die Pagode der himmlischen Knaben, Hannover 1944
- Die Bremer Stadtmusikanten, Hannover 1946
- Die glühende Kohle, Goslar 1947
- Komödien, Hannover 1947
- Die Windharfe, Hannover 1947
- Die Komödiantenprobe, Berlin 1948
- Der Puderquastenfeldzug, Berlin 1948
- Venuszauber, Goslar 1949
- Abenteuer eines Lebens, Berlin 1955
- Irmgard und Christiane, Berlin 1958

Als Herausgeber
- Wettersprüche, Braunschweig [u. a.] 1920
- Dudelsack, Geige und Ziegenhorn, Lübeck 1924
- Ludwig Richter: Tagebücher und Jahreshefte 1821 - 1883, Hamburg 1924
- Friedrich Heinecke: Meine Abenteuer als Werber gegen Napoleon, Hamburg 1925

## Hörspiele
- 1947: Sokrates. Die große Hebammenkunst – Regie: Arthur Georg Richter
- 1950: Der Puderquastenfeldzug – Regie: Gustav Burmester
- 1951: Die große Hebammenkunst – Regie: Helmut Brennicke
- 1951: Der Einzelgänger – Regie: Fritz Schröder-Jahn
- 1952: Besorgen Sie uns 2000 Dromedare – Regie: Hans Freundt
- 1954: Die große Hebammenkunst – Regie: Cläre Schimmel
- 1954: Die verspätete Mutter – Regie: Hans Tügel